# 74. pehotni polk (Avstro-Ogrska)
Za druge 74. polke glejte 74. polk.
74. pehotni polk (izvirno nemško Infanterie-Regiment Nr. 74; dobesedno slovensko: Pehotni polk št. 74) je bil pehotni polk k.u.k. Heera.

## Poimenovanje
- Böhmisches Infanterie Regiment »von Schönaich« Nr. 74
- Infanterie Regiment Nr. 74 (1915 - 1918)

## Zgodovina
Polk je bil ustanovljen leta 1860. 

### Prva svetovna vojna
Polkovna narodnostna sestava leta 1914 je bila sledeča: 63% Čehov, 36% Nemcev in 1% drugih. Naborni okraj polka je bil v Jicinu, pri čemer so bile polkovne enote garnizirane sledeče: Reichenberg (štab, I. in II. bataljon), Sarajevo (III. bataljon) in Jicin (IV. bataljon).
V sklopu t. i. Conradovih reform leta 1918 (od junija naprej) je bilo znižano število polkovnih bataljonov na 3.

## Organizacija
1918 (po reformi)
- 1. bataljon
- 2. bataljon
- 4. bataljon

## Poveljniki polka
- 1865: Anton Krebs von Stirmwall[6]
- 1879: Georg Babich[7]
- 1908: Rudolf Stöger-Steiner von Steinstätten[8]
- 1914: Franz Brandstetter[1]